# Lactariu
Lactariul este un centru de  colectare, stocare, tratare și distribuție a laptelui matern. 
El permite alăptarea copiilor prematuri sau născuți la termen ce nu pot fi hrăniți de mamele naturale și nici cu lapte praf, de exemplu datorită unei intoleranțe.